# Asexualidad

Bandera símbolo de la asexualidad

La asexualidad es la falta de atracción sexual hacia otros, o el bajo o nulo interés o deseo por la actividad sexual. Puede ser considerada como la ausencia de orientación sexual o una de sus variaciones junto con la heterosexualidad, la homosexualidad y la bisexualidad. También puede usarse como una denominación general para categorizar un espectro más amplio de varias subidentidades asexuales.
La asexualidad es distinta de la abstinencia sexual y el celibato, que son conductuales y generalmente motivadas por creencias personales o religiosas; mientras que una orientación sexual, a diferencia de la conducta sexual, es considerada «duradera». Asimismo, algunas personas asexuales se involucran en actividades sexuales a pesar de carecer de una atracción o deseo sexual, debido a una variedad de razones, tales como el deseo de complacer a parejas románticas o un deseo de tener hijos. Los asexuales, a pesar de no sentir atracción sexual, sí pueden experimentar atracción romántica que puede estar dirigida hacia uno o ambos sexos. Pueden mantener relaciones románticas (que pueden ir de vínculos informales al matrimonio) con su género o géneros preferidos, pero a menudo desearían que dichas relaciones no incluyeran actividad sexual. Según su orientación romántica, algunos asexuales se definen a sí mismos como heterorrománticos, homorrománticos, birrománticos y panromanticos, mientras que también existen otros asexuales arrománticos o no románticos que, aparte de no sentir atracción sexual, tampoco sienten atracción romántica.
La aceptación de la asexualidad como una orientación sexual y como campo de investigación científica es relativamente reciente. Por este motivo, mientras que algunos investigadores afirman que la asexualidad es una orientación sexual, otros investigadores no están de acuerdo. Asimismo, el hecho de que la asexualidad haya ganado visibilidad en los últimos años hace que la cantidad de estudios e investigaciones sobre el tema no sea lo suficientemente grande como para tener datos detallados de su presencia fuera de los países occidentales, ni sobre los mecanismos psicológicos y biológicos que pueden ayudar a entenderlo mejor.
Varias comunidades asexuales han comenzado a formarse desde el advenimiento de la World Wide Web y los medios de comunicación social. La más prolífica y conocida de estas comunidades es la Asexual Visibility and Education Network (AVEN), que fue fundada en 2001 por David Jay. AVEN tiene actualmente más de 103 000 miembros.

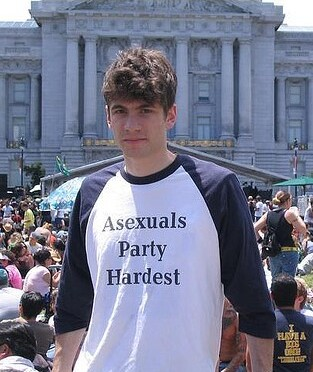
David Jay, fundador de la Asexual Visibility and Education Network

## Definición, identidad y relaciones

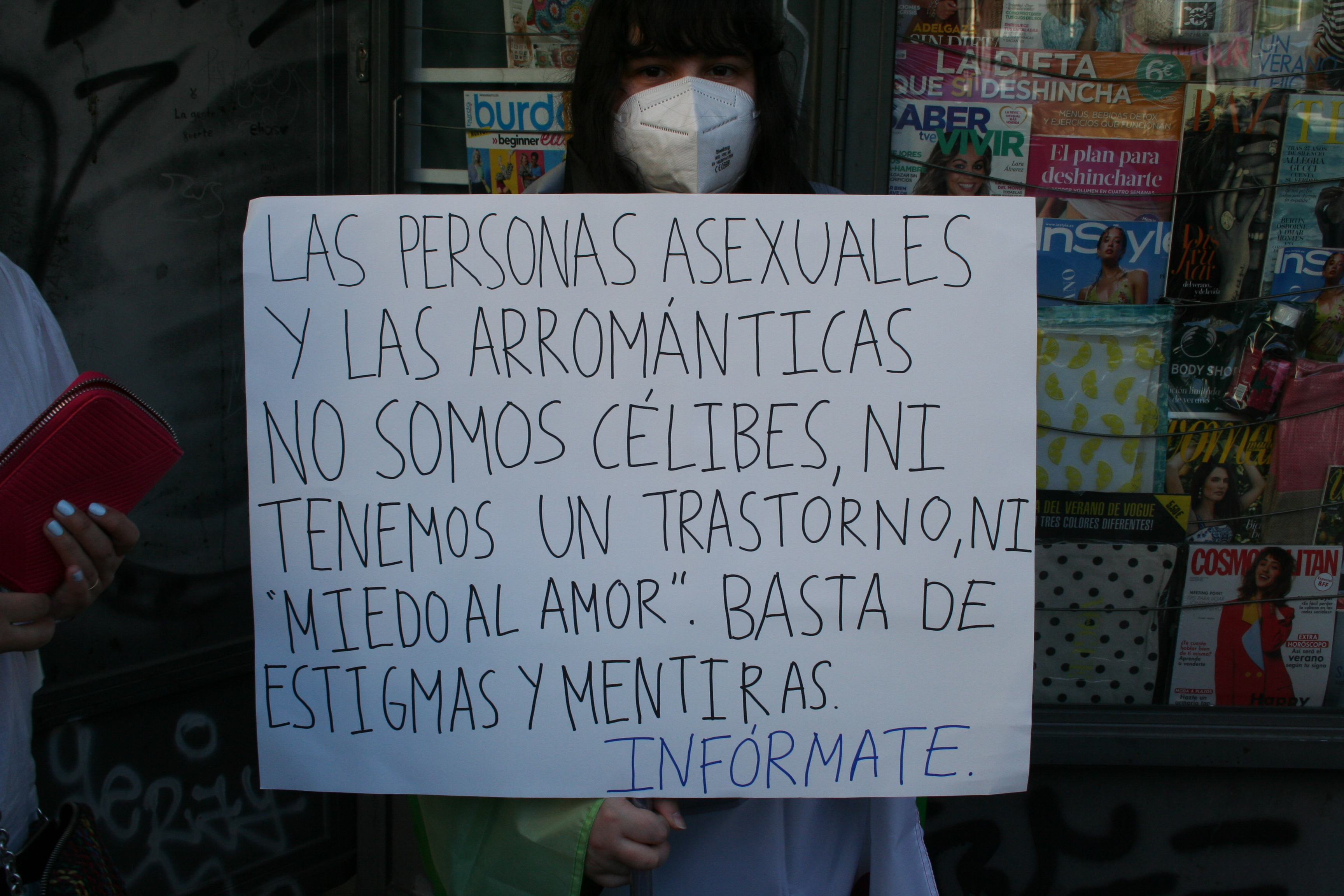
Persona asexual portando un cartel explicativo durante el Orgullo 2022.

La asexualidad es a veces referida en inglés como «ace» o como «the ace community» por los investigadores o por las personas asexuales y LGBT. Debido a que existe una variación significativa entre las personas que se identifican como asexuales, la asexualidad puede abarcar definiciones amplias. Los investigadores generalmente definen la asexualidad como la falta de atracción sexual. o la falta de interés sexual, pero sus definiciones varían; pueden usar el término «para referirse a personas con deseo o atracciones sexuales bajas o ausentes, conductas sexuales bajas o ausentes, exclusivamente asociaciones no sexuales ni románticas, o una ausencia tanto de deseos como de conductas sexuales». La autoidentificación como asexual también puede ser un factor determinante.
La Asexual Visibility and Education Network (AVEN) define un asexual como «alguien quien no experimenta atracción sexual», y declara que «otra pequeña minoría se considerará asexual por un breve período de tiempo mientras explora y cuestiona su propia sexualidad» y que «no hay una prueba definitiva para determinar si alguien es asexual. La asexualidad es como cualquier otra identidad  —en su núcleo, es solo una palabra que usa la gente para ayudar a descifrarse a sí misma—. Si en algún momento alguien encuentra la palabra asexual útil para describirse a sí misma, los alentamos a usarla por el tiempo que tenga sentido hacerlo».
Algunas personas asexuales, aunque carezcan de atracción sexual hacia cualquier género, podrían participar en relaciones meramente románticas, mientras que otros no. Hay individuos identificados como asexuales que informan que sienten atracción sexual, pero no la inclinación a actuar en consecuencia porque no tienen un verdadero deseo o necesidad de participar en actividades sexuales o no sexuales (abrazos, sostenerse de la mano, etc.), mientras que otros asexuales participan en abrazos u otra actividad física no sexual. Algunos asexuales participan en actividades sexuales por curiosidad. Algunos pueden masturbarse como una forma solitaria de desahogarse, mientras que otros no sienten la necesidad de hacerlo.
Con respecto a la actividad sexual en particular, la necesidad o el deseo de masturbarse es referido comúnmente como un instinto sexual por los asexuales y lo desasocian de la atracción sexual y de ser sexual; los asexuales que se masturban generalmente lo consideran un producto normal del cuerpo humano y no un signo de sexualidad latente, y puede que incluso no lo encuentren agradable. 
Algunos hombres asexuales no pueden tener una erección y la actividad sexual al intentar la penetración es imposible para ellos. Los asexuales también difieren en sus sentimientos hacia la realización de actos sexuales: algunos son indiferentes y pueden tener relaciones sexuales en beneficio de una pareja romántica; otros son más fuertemente adversos a la idea, aunque normalmente no les desagrada la gente por tener sexo.
Muchas personas que se identifican como asexuales también se identifican con otras etiquetas. Estas incluyen, pero no se limitan a, cómo ellos definen su género y su orientación romántica. A menudo integrarán estas características en una etiqueta más grande con la que se identifican. Con respecto a los aspectos románticos o emocionales de orientación sexual o identidad sexual, por ejemplo, los asexuales pueden identificarse como heterosexuales, lesbianas, gais, bisexuales, queers; o para indicar que se relacionan con los aspectos románticos, más que sexuales, de la orientación sexual, usan los siguientes términos:
- arrománticos: falta de atracción romántica hacia cualquier persona;
- birrománticos: como bisexual asexual;
- heterorrománticos: como heterosexual asexual;
- homorrománticos: como homosexual asexual;
- panrománticos: como pansexual asexual.

Las personas también pueden identificarse como gris-asexuales (tales como gris-románticos, demirrománticos, o demisexuales) porque sienten que están entre ser arrománticos y no arrománticos, o entre la asexualidad y la atracción sexual. Mientras el término gris-asexual puede cubrir a cualquier persona que ocasionalmente sienta atracción romántica o sexual, los demisexuales o semisexuales experimentan la atracción sexual solo como un componente secundario, sintiendo atracción sexual una vez que se ha creado una conexión emocional razonablemente estable o profunda.
También existen otras palabras y frases únicas utilizadas en la comunidad asexual para explicar identidades y relaciones. Un término acuñado por individuos en la comunidad asexual de habla inglesa es friend-focused («enfocado en la amistad»), que se refiere a relaciones altamente valoradas y no románticas. Otros términos incluyen squishes (en el sentido de «estrujar») y zucchinis (lit. «calabaciines» o «calabacitas»), que son relaciones y crushes no románticos y queer-platónicos, respectivamente. Términos como no asexual y alosexual (allosexual, «otro-sexual») se usan para referirse a individuos en el lado opuesto del espectro de la sexualidad.

## Investigación

### Prevalencia

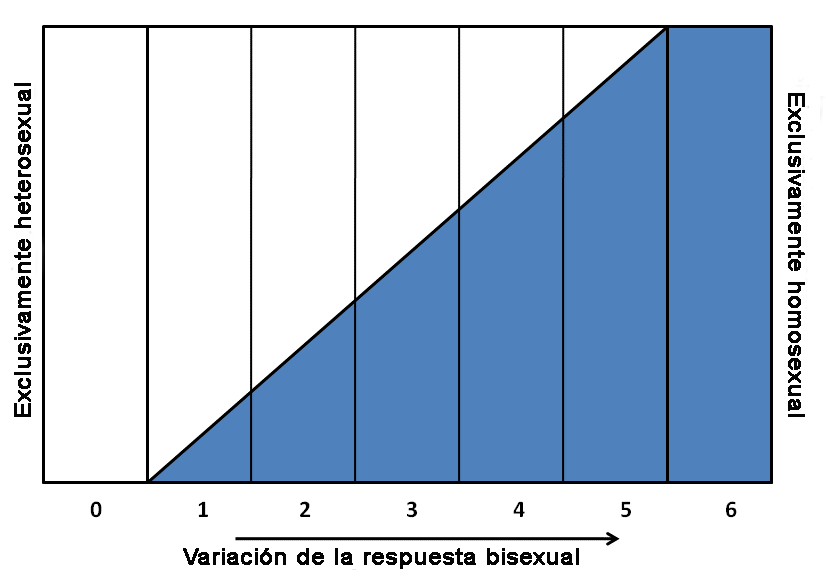
La escala de Kinsey de respuestas sexuales que indica los grados de orientación sexual. La escala original incluye una designación de «X» que señala la falta de conducta sexual.

La asexualidad no es un nuevo aspecto de la sexualidad humana, pero sí es relativamente nueva en el discurso público. S. E. Smith de The Guardian no está seguro de que la asexualidad realmente haya aumentado, más bien se inclina hacia la creencia de que simplemente es más visible. Por su parte, Alfred Kinsey clasificó a los individuos en un grado de 0 a 6 de acuerdo con su orientación, desde heterosexual a homosexual, conocida como escala de Kinsey. Él también incluyó una categoría que llamó «X» para individuos «sin contacto o reacciones socio-sexuales». Kinsey etiquetó al 1.5% de la población de hombres adultos como «X». En su segundo libro, Sexual Behavior in the Human Female, él informó un desglose de personas que son «X»: mujeres solteras, 14-19%; mujeres casadas, 1-3%; mujeres previamente casadas, 5-8%, varones solteros, 3-4%; hombres casados, 0%; y varones previamente casados, 1-2%. A pesar de que, en tiempos modernos, esto es categorizado como representando a la asexualidad, Justin J. Lehmiller dijo que «la clasificación X de Kinsey enfatiza una falta de conducta sexual, mientras que la definición moderna de asexualidad enfatiza la falta de atracción sexual. Como tal, la escala de Kinsey puede no ser suficiente para una clasificación precisa de la asexualidad».
Más datos empíricos sobre un grupo demográfico asexual aparecieron en 1994, cuando un equipo de investigación en el Reino Unido llevó a cabo una encuesta exhaustiva de 18 876 residentes británicos, impulsado por la necesidad de información sexual a raíz de la pandemia de VIH/sida. La encuesta incluyó una pregunta sobre la atracción sexual en la cual el 1.05% de los encuestados indicaron que «nunca han sentido sexualmente atraídos por nadie». El estudio de este fenómeno fue continuado por el investigador canadiense Anthony Bogaert en 2004, él exploró el grupo demográfico asexual en una serie de estudios. La investigación de Bogaert indicó que el 1% de la población británica no experimenta atracción sexual, pero él creía que dicha cifra no era un reflejo preciso del porcentaje probablemente mucho mayor de personas que se identifican como asexuales, pues observó que el 30% de las personas contactadas para la encuesta inicial optaron por no participar en la encuesta. Dado que las personas con menos experiencia sexual son más propensas a negarse a participar en estudios sobre sexualidad, y los asexuales tienden a tener menos experiencia sexual que los sexuales, es probable que los asexuales estuvieran infrarrepresentados en los participantes que respondieron. El mismo estudio encontró que el número de homosexuales y bisexuales combinados era de aproximadamente el 1.1% de la población, que es mucho más pequeño de lo que indican otros estudios.
Contrastando la cifra de 1% de Bogaert, un estudio por Aicken et al., publicado en 2013, sugiere que, basado en datos de Natsal-2 de 2000-2001, la prevalencia de la asexualidad en Gran Bretaña es solo del 0.4% para personas entre las edades de 16-44. Este porcentaje indica una disminución del 0.9% en la cifra determinada a partir de los datos de Natsal-1 recopilados en el mismo rango de edad una década antes. Un análisis de 2015 por Bogaert también encontró una disminución similar entre los datos del Natsal-1 y el Natsal-2. Aicken, Mercer, y Cassell encontraron evidencia de diferencias étnicas entre los encuestados que no habían experimentado la atracción sexual; tanto los hombres como las mujeres de origen indio y pakistaní tenían una mayor probabilidad de informar una falta de atracción sexual. Por su parte, los musulmanes también fueron más propensos a reportar esta falta de atracción que los encuestados de las religiones cristianas.

### Orientación sexual, salud mental y causas
Existe un debate significativo sobre si la asexualidad es una orientación sexual o no. Ha sido comparado y equiparado con el trastorno del deseo sexual hipoactivo (TDSH), ya que ambos implican una falta general de atracción sexual hacia cualquiera; el TDSH ha sido usado para medicalizar la asexualidad, pero la asexualidad generalmente no se considera un trastorno o una disfunción sexual (tal como la anorgasmia, la anhedonia, etc.), porque no necesariamente define a alguien como que tiene un problema médico o problemas para relacionarse socialmente. A diferencia de las personas con TDSH, las personas asexuales normalmente no experimentan «distrés significativo», ni «dificultad interpersonal» en cuanto a sus sentimientos sobre su sexualidad, ni en general una falta de excitación sexual; en la asexualidad se considera la falta o ausencia de atracción sexual como una característica duradera. Un estudio encontró que, comparado con sujetos con TDSH, los asexuales reportaron bajos niveles de deseo sexual, experiencia sexual, angustia relacionada con el sexo y síntomas depresivos. Los investigadores Richards y Barker repotaron que los asexuales no presentan tasas desproporcionadas de alexitimia, depresión, o trastornos de personalidad. Algunas personas, sin embargo, pueden identificarse como asexuales incluso si su estado no sexual se explica por uno o más de los trastornos antes mencionados.
El primer estudio que proporcionó datos empíricos sobre los asexuales fue publicado en 1983 por Paula Nurius, sobre la relación entre orientación sexual y salud mental. 689 sujetos —la mayoría de los cuales eran estudiantes de varias universidades en los Estados Unidos tomando clases de psicología o sociología— contestaron varias encuestas, incluidas cuatro escalas de bienestar clínico. Los resultados mostraron que los asexuales tenían más probabilidades de tener baja autoestima y de estar deprimidos que los miembros de otras orientaciones sexuales; 25.88% de heterosexuales, 26.54% bisexuales (llamados «ambisexuales»), 29.88% de homosexuales, y 33.57% de asexuales reportaron tener problemas de autoestima. Una tendencia similar existía para la depresión. Sin embargo, Nurius no creía que se pudieran sacar conclusiones firmes de esto por una variedad de razones.
En un estudio de 2013, Yule et al. examinaron las diferencias de salud mental entre heterosexuales, homosexuales, bisexuales y asexuales caucásicos. Yule et al., en una muestra de 203 varones y 603 mujeres, encontraron que los varones asexuales participantes eran más propensos a informar que tenían un trastorno del estado de ánimo que otros hombres, particularmente en comparación con los participantes heterosexuales. Lo mismo se encontró para las mujeres asexuales participantes sobre sus contrapartes heterosexuales; sin embargo, las mujeres no asexuales y no heterosexuales tenían las tasas más altas. Los participantes asexuales de ambos sexos tenían más probabilidades de tener trastornos de ansiedad que los participantes heterosexuales y no heterosexuales, ya que eran más propensos que los participantes heterosexuales a informar haber tenido sentimientos suicidas recientes. Yule et al. hipotetizaron que algunas de estas diferencias podían deberse a la discriminación y otros factores sociales.
Con respecto a las categorías de orientación sexual, se puede argumentar que la asexualidad no es una categoría significativa para agregar al continuo, y en su lugar se presenta como la falta de una orientación sexual o sexualidad. Otros argumentos proponen que la asexualidad es la negación de la sexualidad natural personal, y que es un desorden causado por la vergüenza de la sexualidad, ansiedad o abuso sexual, a veces basando esta creencia en asexuales que se masturban u ocasionalmente se involucran en actividades sexuales simplemente para complacer a una pareja romántica. Dentro del contexto de la política de identidad de orientación sexual, la asexualidad puede cumplir pragmáticamente la función política de una categoría de identidad de orientación sexual.
La sugerencia de que la asexualidad es una disfunción sexual es controvertida entre la comunidad asexual. Aquellos que se identifican como asexuales generalmente prefieren que se les reconozca como una orientación sexual. Varios estudiosos afirman que la asexualidad es una orientación sexual, ya que algunos asexuales no pueden masturbarse a pesar de que, según los informes, tienen un deseo sexual normal, y que hay variaciones de preferencias sexuales, argumentando así que la asexualidad debería incluirse también. Ellos y muchas personas asexuales creen que la falta de atracción sexual es lo suficientemente válida como para ser categorizada como una orientación sexual. Los investigadores argumentan que los asexuales no eligen carecer de deseo sexual, y en general comienzan a descubrir sus diferencias en los comportamientos sexuales alrededor de la adolescencia. Debido a que estos hechos salieron a la luz, se razona que la asexualidad es más que una opción de comportamiento y no es algo que pueda curarse como un trastorno. También se analiza si la asexualidad se está volviendo más popular, con más personas que se identifican como asexuales.
La investigación sobre la etiología de la orientación sexual, cuando se aplica a la asexualidad, tiene el problema definitorio de que la orientación sexual no está descrita de forma consistente por los investigadores en cuanto a la inclusión de la asexualidad. La orientación sexual se define como «duradera» y resistente al cambio, demostrando ser generalmente impermeable a las intervenciones destinadas a cambiarla, y la asexualidad puede definirse como una orientación sexual porque es duradera y constante a lo largo del tiempo. Mientras que la heterosexualidad, la homosexualidad y la bisexualidad son usualmente —pero no siempre— determinadas durante los primeros años de la vida preadolescente, no se sabe cuándo se determina la asexualidad. «No está claro si se cree que estas características [viz., “pérdida de interés o deseo sexual”] son de por vida o si pueden adquirirse».

## Espectro asexual: gris-asexualidad y demisexualidad

La bandera demisexual, en la que el negro representa a la asexualidad, el gris a la gris-asexualidad y la demisexualidad, el blanco representa la sexualidad y el morado la comunidad.

Dentro de la comunidad asexual, se lo conoce como «gris-asexualidad» o «gris-sexualidad» al espectro percibido entre la asexualidad y la alosexualidad, un área gris en la que una persona solo puede experimentar atracción sexual en ciertas ocasiones: ya sea rara vez, solo bajo circunstancias específicas o de una intensidad tan baja que puede ser ignorable. En el mundo anglosajón, los individuos que se identifican como gris-asexuales son referidos como «gray-A» o «gray ace».
Dentro de este espectro se agrupan un rango de identidades bajo el «umbral asexual» incluyendo a la «demisexualidad» o «semisexualidad». Estos individuos pueden tener cualquier orientación romántica, ya que consideran que las identidades sexuales y románticas no necesariamente están vinculadas.
Una persona demisexual declara que no experimenta atracción sexual si no ha formado una profunda conexión emocional con una pareja potencial. La Demisexual Resource Center afirma que los demisexuales «se consideran parte de la comunidad asexual, ya que, en su mayor parte, no experimentan atracción sexual».

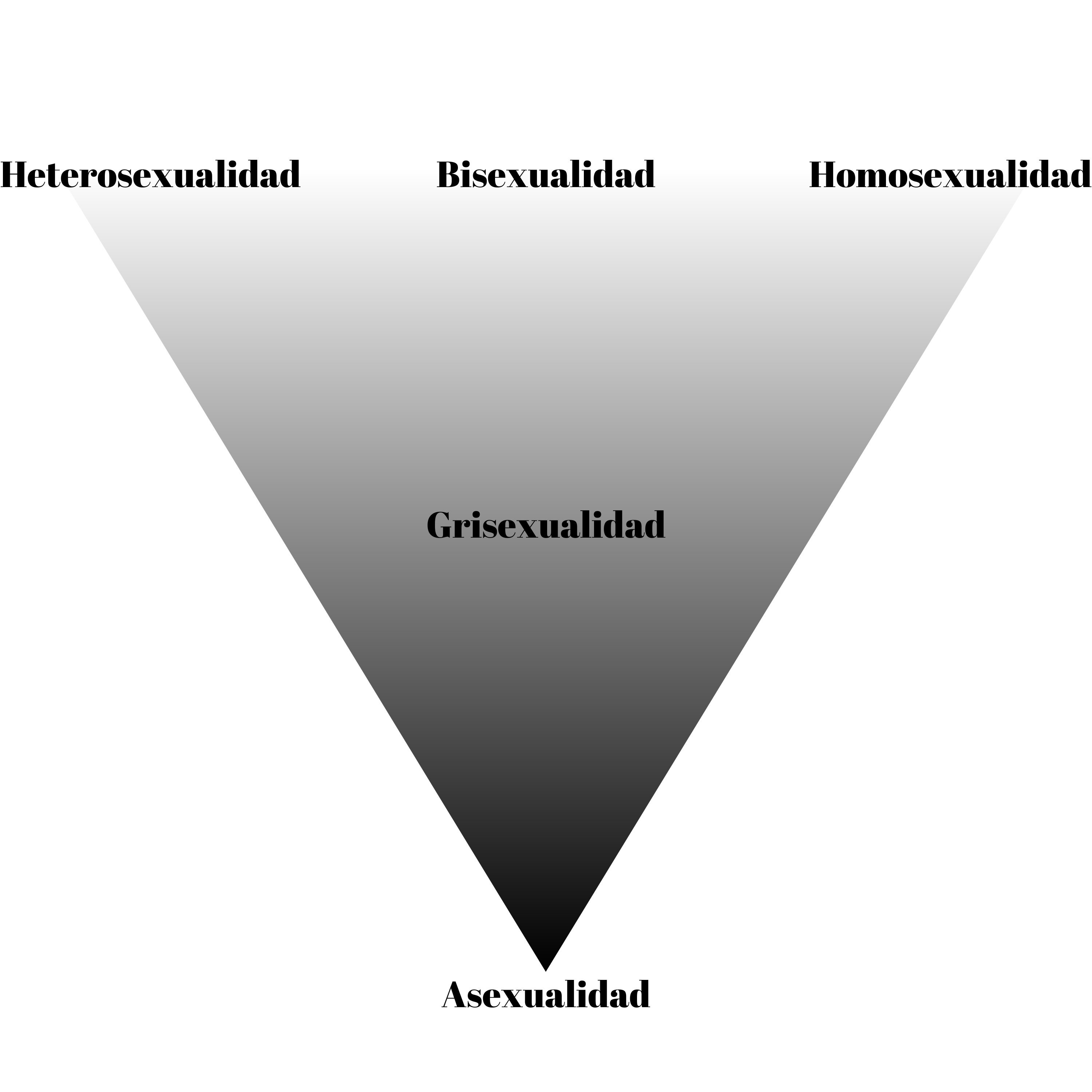
Triángulo del espectro asexual

El triángulo de AVEN o triángulo del espectro asexual representa el espectro asexual, desde la asexualidad pura hasta la alosexualidad pasando por la grisexualidad. Está basado en la escala de kinsey.

Bandera gris-asexual o grisexual

## Asexualidad en la ficción

### Literatura
En la Biblia satánica (1969) de Anton Szandor LaVey se hace referencia y se explica en qué consiste la asexualidad, aunque la considere como elección personal de sublimación de deseos sexuales.
Sin amor (2020) de Alice May Oseman es un novela juvenil realista en la que Georgia, la protagonista, busca el amor en su nueva vida en la universidad, y ahí comienza su camino hacía conocerse a sí misma. 

#### Literatura en español
Uno de los personajes principales de la novela de Isabel Allende, La casa de los espíritus, Clara, puede ser considerada asexual, ya que en sus últimos años expresa una carencia del interés en el coito, comentando que solo le produce dolor de huesos.
En Viene la noche de Óscar Esquivias, un matrimonio comunica a su familia que no mantiene relaciones sexuales por ser ambos miembros asexuales; por ello, la mujer decide optar por la inseminación artificial para poder ser madre.
En la novela Muerte entre poetas de Ángela Vallvey uno de los personajes declara su asexualidad.
En España, destaca Diario de una asexual de Lucía Lietsi por el carácter autobiográfico del relato.
En el thriller policiaco "El Grito de las Olvidadas" de J.F Pazos, el detective protagonista Alejandro Valente se presenta abiertamente como un personaje asexual, y a lo largo de la historia se exponen múltiples aspectos tanto de la historia de la asexualidad como de las peculiaridades y dificultades que deben enfrentar las personas asexuales. En el libro se incluyen menciones a AVEN y redes sociales especializadas para la comunidad Ace.

### Cine
La película Nymphomaniac (2013), del cineasta danés Lars Von Trier, narra la historia de una mujer hipersexual, el personaje que la rescata y quien escucha su historia es un letrado asexual de nombre Seligman interpretado por Stellan Skarsgård.

### Series de televisión
En BoJack Horseman, serie de televisión de Netflix, se descubre en la cuarta temporada que el personaje de Todd es asexual.
Alastor, personaje del elenco principal de Hazbin Hotel, es asexual, de acuerdo a la creadora de la serie Vivienne Medrano. Esto fue revelado en un tuit hecho por la creadora en el 2018.